# Woodburytypie

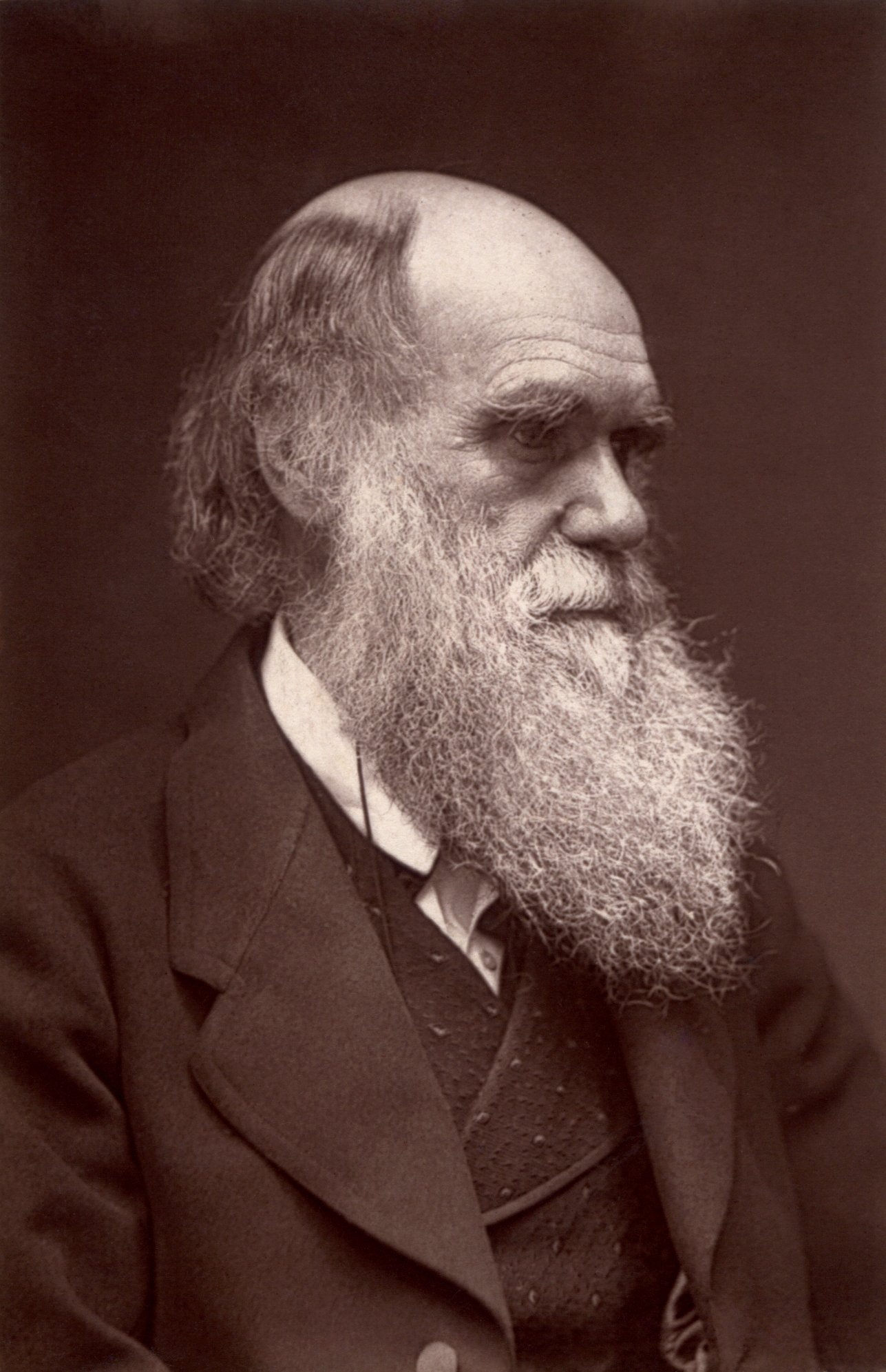
Charles Darwin auf einer Woodburytypie „Carte de visite“, veröffentlicht durch John G. Murdoch vermutlich 1874

Die Woodburytypie, auch als Photoglyptie bezeichnet, ist ein Druckverfahren, das 1864 von Walter B. Woodbury (1834–1885) entwickelt und 1866 erstmals in einer Veröffentlichung angewendet wurde. Der Begriff bezeichnet sowohl den fotochemischen Prozess als auch den damit hergestellten Druck. In den Jahren 1870 bis 1900 war dies ein verbreitetes Verfahren zur qualitativ hochwertigen Buchillustration. Es handelte sich um die einzige kommerziell erfolgreiche Methode, feinste Abstufungen von Fotografien im Druck wiederzugeben. Der Druckprozess der Woodburytypie erzeugt – ähnlich dem Lichtdruck - kontinuierliche Grauverläufe ohne Raster durch Bildung eines Farbstoffreliefs.
Dazu wird zunächst ein Chromgelatinefilm unter einem fotografischen Negativ belichtet. Die Chromgelatine härtet proportional zur Lichtmenge aus. Der Chromgelatineabzug wird in heißem Wasser entwickelt, damit die ungehärteten Gelatinebestandteile ausgeschwemmt werden. Nach dem Trocknen wird das entstandene Gelatinerelief mit einem Druck von 3•107 Pa (300 Atmosphären) in eine Bleiplatte gepresst und dadurch abgeformt. In diese Mater (Tiefdruckform) wird pigmentierte Gelatine gefüllt – wie sie auch beim Pigmentdruckverfahren verwendet wird – und nach dem Abrakeln der Oberfläche die Pigmentfarbe aus den Vertiefungen auf Papier übertragen. Dadurch bildet sich auf dem Papier ein Farbstoffrelief, das je nach der aus den Vertiefungen der Druckplatte übernommenen Farbstoffmenge unterschiedliche Grauwerte erzeugt.
Die Woodburytypie wurde zu einem Dreifarben-Druckverfahren, der Photoglyptie, weiterentwickelt. Dabei werden drei Druckplatten hergestellt, die mit rot, gelb und blau gefärbter Gelatine übereinander gedruckt werden.